# طویله (سودان)
طویله یک شهرک در سودان است که در دارفور شمالی واقع شده‌است. طویله ۸۴۷ متر بالاتر از سطح دریا واقع شده‌است.